# 문일고등학교 축구부
문일고등학교 축구부(Moonil High School Football Club)는 대한민국 서울특별시에 있었던 축구단이다. 문일고등학교가 운영했던 U-18 축구단이며, 1975년에 창단되고 2015년에 해단되었다.

## 시즌별 성적
| 1978 | 춘계 전국고등학교축구대회 | 35 | 27 |  |  |  |  |  |  |

## 참고 문헌
- “KFA 통합경기정보 시스템”. 대한축구협회.
- 김현회 (2015년 10월 27일). “역사 속으로 사라진 40년 전통의 문일고 축구부”. 스포츠니어스.

## 같이 보기
- 문일고등학교